# Beth Doherty
Pour les articles homonymes, voir Doherty.
Beth Doherty, née le 10 juin 2003, est une militante écologiste irlandaise. Adepte de la militante pour le climat Greta Thunberg, Doherty cofonde School Strikes for Climate Ireland et est membre de Fridays for Future.

## Biographie
Le 6 mars 2019, dans le cadre d'un groupe d'étudiants invités, Doherty s'est adressée aux membres du Comité Oireachtas sur l'action climatique, avant les manifestations étudiantes prévues dans les semaines suivantes, au cours desquelles six demandes d'action climatique ont été présentées,. En mars 2019, Doherty est apparue dans The Late Late Show aux côtés de plusieurs autres jeunes militants pour le climat. Lors de la grève scolaire du 15 mars pour le climat en 2019, Doherty s'est adressée à une foule de plus de 11000 personnes lors de la grève de Dublin, dans laquelle elle a critiqué le gouvernement pour son manque d'action sur le changement climatique, et a accusé le ministre de l'Action climatique et de l'Environnement, Richard Bruton, d'utiliser le rallye (?) comme une séance photo ,. 
Doherty a écrit des articles pour TheJournal.ie sur l'incapacité du gouvernement irlandais à atteindre ses objectifs climatiques pour 2020. De plus, elle a travaillé avec le conseil municipal de Dublin sur le nouveau plan climatique du conseil. En avril 2019, Doherty est apparue à l'événement Jeunesse sur le climat 'Loud & Clear! Youth views on Climate' au bureau du Parlement européen avec plusieurs candidats au Parlement européen à Dublin pour plaider en faveur d'une meilleure politique climatique. Doherty s'est à nouveau adressée aux manifestants pour le climat à Dublin lors d'une deuxième grève le 24 mai 2019,. 
En mai 2019, Doherty s'est adressée à la conférence nationale IDEA sur les raisons du mouvement de grève. Doherty a également travaillé en tant qu'organisatrice en chef de la troisième grande grève scolaire le 21 juin 2019, ainsi que des deux autres grèves majeures et d'un rassemblement pour la déclaration irlandaise d'une urgence climatique le 4 mai 2019. En août 2019, Doherty a représenté l'Irlande au Sommet européen Fridays for Future à Lausanne, en Suisse, aux côtés de 13 autres participants.
En novembre 2019, Doherty était l'un des 157 délégués à l'Assemblée des jeunes de RTE sur le climat à Dáil Éireann. Sa proposition, concernant un système de taxation à plusieurs niveaux sur les émissions des entreprises, a été votée sur la déclaration de l'Assemblée des jeunes comme l'une des 10 propositions[Pas dans la source]. Elle a ensuite présenté la déclaration au président de l'Assemblée générale des Nations unies, Tijjani Muhammad-Bande, aux côtés des auteurs des neuf autres propositions. Plus tard dans la semaine, Doherty a également prononcé un discours devant le président aux côtés des jeunes délégués irlandais des Nations unies. Toujours en novembre, Doherty a travaillé à organiser la grève de Dublin le 29 novembre, parallèlement à une grève coordonnée au niveau international[réf. nécessaire].